# Sylvilagus cognatus
O Sylvilagus cognatus é um leporídeo norte-americano, anteriormente considerado uma subespécie do Sylvilagus floridanus. É encontrado apenas nas  montanhas de Manzano, no Novo México, Estados Unidos da América.